# Зое Бек
Енрике Хейланд (на немски: Henrique Heiland) е германска журналистка, преводачка и писателка (авторка на произведения в жанровете криминален роман и трилър). Пише под псевдонима Зое Бек (на немски: Zoë Beck).

## Биография и творчество
Родена е на 12 март 1975 г. в Ерингсхаузен, Лан-Дил, Западна Германия. Израства в Германия и Великобритания и говори двата езика. Започва да свири на пиано когато е на три години, участва в многобройни успешни концерти и получава множество награди от конкурси. След гимназията получава стипендия и учи немска и английска филология в Гисен, Бон и Дърам. Дипломната ѝ работа е за писателката Елизабет Джордж.
След дипломирането си работи като редактор и продуцент за телевизията, пише сценарии за ZDF, „Tabaluga“ и „Дисни Ченъл“. От 2004 г. работи като писател на свободна практика.
Първият ѝ криминален роман „Späte Rache“ (Кръвно отмъщение) е публикуван през 2006 г.
През 2007 г. се възстановява от раково заболяване и започва да пише и под псевдонима Зое Бек. Първият ѝ криминален роман под това име „Wenn es dämmert“ (Когато се зазорява) е издаден през 2008 г.
За разказа „Draußen“ (На открито) е удостоена с престижната награда „Фридрих Глаузер“ за най-добър криминален разказ през 2010 г.
Удостоена е с наградата на Франкфуртския панаир на книгата, наградата на Радио Берлин за най-добър криминален роман, и националната награда за криминална литература (3-то място за „Schwarzblende“).
Освен като писател работи и като преводач на произведенията на млади автори.
Енрике Хейланд живее със семейството си в Берлин.

## Произведения

### Като Енрике Хейланд

#### Самостоятелни романи
- Späte Rache (2006)
- Zum Töten nah (2007)
- Blutsünde (2007)
- Von wegen Traummann! (2010)
- Für immer und ledig? (2011)

#### Разкази
- Der unglückliche Herr Dr. von und zu Wittenstein (2008)
- Leaving Lüdenscheid, oder: Opa muss weg (2008)
- Diese Sache in Rostock (2009)

### Като Зое Бек

#### Самостоятелни романи
- Wenn es dämmert (2008)
- Das alte Kind (2010)
Старото дете, изд.: ИК „Еднорог“, София (2015), прев. Денис Коробко
- Der frühe Tod (2011)
- Edvard (2012)
- Das zerbrochene Fenster (2012)
- Brixton Hill, Thriller (2013)
- Schwarzblende (2015)

#### Разкази
- Das Haus im Lieper Winkel (2009)
- Draußen (2009) – награда „Фридрих Глаузер“
- Rapunzel (2010)
- Ein zufriedener Mann (2011)
- Dorianna (2011)
- Welthauptstadt der Agoraphobiker (2011)
- Weihnachtsdrücken (2011)
- Kerzenschein (2012)
- Stilles Wasser (2013)
- Freundin (2013)
- Die Stimme (2013)
- Berliner Leber (2013)
- Rot wie Schnee (2013)
- Ein zufriedener Mann. Erzählungen (2014)
- Remember, remember (2014)